# Gravité (roman)
Pour les articles homonymes, voir gravité.
Gravité (titre original : Raft) est un roman de science-fiction écrit par Stephen Baxter. Gravité est à la fois le premier roman de l'auteur et le premier tome du cycle des Xeelees, bien que les Xeelees n'y apparaissent pas. Le roman a été nommé pour le prix Arthur-C.-Clarke 1992.

## Contexte
Le roman est une extension d'une nouvelle du même titre, Raft. L'histoire suit un groupe d'humains qui sont entrés par accident dans un univers parallèle où la force gravitationnelle est bien plus forte que la nôtre, un «milliard» de fois plus forte. Les planètes n'existent pas, car elles s'effondreraient sous leur propre poids ; les étoiles mesurent quelques kilomètres et sont de très courte durée, elles deviennent vite des noyaux froids de quelques mètres, dotés d'une gravité de 5 g. Le corps humain possède un champ de gravité «respectable». Une «chimie gravitationnelle» existe également, où l'interaction faible est remplacée par la gravité.

## Résumé
Quelques milliers d'humains survivent, dans une nébuleuse composée d'un air relativement respirable. Divisée en communautés, la société est hautement stratifiée, les élites vivent sur le «radeau» (les restes d'un vaisseau interstellaire, contenant presque toute la technologie de pointe accessible aux humains), travailleurs/mineurs vivant sur différents mondes «de la ceinture» (où on mine les noyaux d'étoiles éteintes), et les «Osseux», une troupe nomade tabou qui vivent sur des mondes faits de cadavres.
On ne sait comment exactement les humains sont arrivés dans cet univers, mais des indices dans la narration laissent penser que le vaisseau a traversé une fracture de notre univers vers cet univers parallèle (bien qu'on ne sache pas si ce fut intentionnel). On entraperçoit dans un autre livre de Baxter, Accrétion, un univers à haute gravité, ce qui implique que les humains du Radeau sont venus de cet univers parallèle au cycle des Xeelees, mais il n'est pas spécifié quand cela se serait produit.
L'univers parallèle où se situe l'action suit les mêmes lois que notre univers, sauf que la constante gravitationnelle est plus élevé de plusieurs ordres de grandeur. La physique qui en résulte donne à la nébuleuse un caractère hostile et les humains, ainsi que les créatures indigènes, souffrent des effets de l'effondrement de leur environnement.
L'action suit un héros, Rees, doté de capacités à tout questionner, de façon scientifique, alors qu'il n'a aucune formation dans ce domaine, puisqu'il travaille depuis l'enfance dans une mine de métal. Un jour, il décide de monter sur le radeau pour comprendre pourquoi la vie est de plus en plus difficile, pourquoi la nébuleuse devient rouge, et pour satisfaire sa curiosité immense. Il réussit à accomplir brillamment des études scientifiques, mais une révolution le pousse bientôt à visiter le monde des Osseux puis un troupeau de Baleines, avant de revenir chez lui, car son voyage initiatique lui a donné la clé pour sauver le Radeau et pour fuir la mort certaine de la nébuleuse.